# Восточное (Карагандинская область)
Восточное (каз. Восточное) — упразднённое село в Абайском районе Карагандинской области Казахстана. Входило в состав Абайской городской администрации. В 2000-е годы включено в состав орода Абай и исключено из учётных данных.

## Население
По данным всесоюзной переписи 1989 года в селе проживал 171 человек, в том числе русские составляли 46 % населения, немцы — 22 %.
В 1999 году население села составляло 106 человек (55 мужчин и 51 женщина).